# Едвардс (округ, Іллінойс)
Шаблон:StateAbbr_ 38°25′ пн. ш. 88°04′ зх. д. / 38.42° пн. ш. 88.06° зх. д.
Округ  Едвардс (англ. Edwards County) — округ (графство) у штаті  Іллінойс, США. Ідентифікатор округу 17047.

## Історія
Округ утворений 1814 року.

## Демографія
За даними перепису 
2000 року 
загальне населення округу становило 6971 осіб, усе сільське.
Серед мешканців округу чоловіків було 3374, а жінок — 3597. В окрузі було 2905 домогосподарств, 2027 родин, які мешкали в 3199 будинках.
Середній розмір родини становив 2,88.
Віковий розподіл населення поданий у таблиці:
| Стать    | До 15 років | 15-21 | 22-29 | 30-39 | 40-49 | 50-65 | 65-85 | Понад 85 |
| -------- | ----------- | ----- | ----- | ----- | ----- | ----- | ----- | -------- |
| Чоловіки | 658         | 332   | 305   | 443   | 527   | 582   | 474   | 53       |
| Жінки    | 660         | 290   | 320   | 423   | 537   | 604   | 656   | 107      |

## Суміжні округи
- Ричленд — північ
- Вабаш — схід
- Вайт — південь
- Вейн — захід

## Виноски
1. ↑  U.S. Decennial Census. United States Census Bureau. Архів оригіналу за 26 квітня 2015. Процитовано 4 липня 2014.
2. ↑  Historical Census Browser. University of Virginia Library. Архів оригіналу за 11 серпня 2012. Процитовано 4 липня 2014.
3. ↑  Population of Counties by Decennial Census: 1900 to 1990. United States Census Bureau. Архів оригіналу за 24 квітня 2014. Процитовано 4 липня 2014.
4. ↑  Census 2000 PHC-T-4. Ranking Tables for Counties: 1990 and 2000 (PDF). United States Census Bureau. Архів оригіналу (PDF) за 18 грудня 2014. Процитовано 4 липня 2014.
5. ↑  State & County QuickFacts. United States Census Bureau. Архів оригіналу за 6 червня 2011. Процитовано 4 липня 2014.(англ.) Наведено за англійською вікіпедією.
6. ↑  American FactFinder. Бюро перепису населення США. Архів оригіналу за 21 травня 2008. Процитовано 31 січня 2008.

| США | Це незавершена стаття з географії США. Ви можете допомогти проєкту, виправивши або дописавши її. |